# Szeles Erika Kornélia
Szeles Erika Kornélia (Budapest, 1941. január 6. – Budapest, 1956. november 7.) magyar szakácstanuló, az 1956-os forradalom mártírja.

## Életútja

### Származása, gyermekkora
A XIII. kerületben született. Kommunista zsidó családból származott; édesanyja Blumenfeld Noémi (1911–1990), édesapja Szeles (Schlesinger) Sándor (1898–1944) volt. Édesanyja – akit a legtöbben Baba néninek szólítottak – gépírónőként dolgozott egy vállalatnál. „Szinte vallásos módon volt kommunista”, Sztálin halálhíréről értesülve zokogásban tört ki, hisztériás rohamot kapott és elájult.
Erika édesapja 1944-ben halt meg, a halála pontos körülményei nem egyértelműek. Egyes források szerint a németek ölték meg egy koncentrációs táborban. Egy másik szálon elindulva azonban az is felmerült, hogy egy budapesti gettóban halhatott éhen.
Hároméves korától édesanyja egyedül, szigorúan nevelte lányát a Budapest VIII. kerület, Bezerédi utca 11., II. emelet 2-es számú lakásban, hármas társbérletben. Ivanits István, az egy emelettel lejjebb lakó egykori szomszéd beszámolója alapján „Erika sokat volt magára hagyatott, sok időt töltött nálunk".

### Tanulóévei
Általános iskolai tanulmányait az akkor a Köztársaság tér 4. szám alatt lévő Fővárosi Általános Leányiskolában végezte.
Egyik volt osztálytársa elmondása alapján „vörös hajú, szeplős kislány volt”, kb. 165 cm magas. A régi osztálytárs így emlékezett vissza Erikára: „Nagyon ellentmondásos személyiség volt. Nagyon agilis, kifejezetten mozgalmi ember, de a magánéletét nagyon őrizte. Annak ellenére, hogy mindenben benne volt, kicsit mindig kilógott a sorból. Az osztályból nem hívott meg magukhoz senkit.” „Arra emlékszem – talán mert 14 éves kislány voltam –, hogy különös ruhái voltak. Abban az időben meglehetősen feltűnő volt és irigykedtünk is emiatt rá. Teljesen más anyagból voltak és a szabásuk is idegen volt. Mi az ötvenes években kis flanelruhákban, kordbársony nadrágban, kockás flanel-blúzban, kötött kardigánokban jártunk. Erikának volt egy-két nagyon szép ruhája, én például rajta láttam először kék-zöld összeállítást. Ezeket a ruhákat valamilyen csomagban kapták.” Egy 1983. október 23-án az Egyesült Államokba emigrált magyar újságíró, Földes Tamás leírása alapján „inkább tűnt vadóc csitrinek, mint serdülő ifjú hölgynek. Haját fiúsan rövidre vágatta, szívesebben járt nadrágban, mint szoknyában.”
Az 1940-es évek végén három hónapot töltött Dániában a Rädda Barnen nevű egyesület szervezésében, amelynek célja a háború után elszegényedett országokban élő gyermekek felkarolása volt.

### Általános iskola után
A volt osztálytárs szerint 1952-53-tól kezdve Erika úttörővasutas volt.
Az általános iskola után középiskolai tanulmányok helyett szakácstanulónak állt az akkoriban a Teréz krt. 43. alatt található Béke Szállóban. 1956-ban ugyanitt dolgozott revizorként Dr. Almerigo Fonda közgazdász is, aki Erikával egy néptánccsoportban táncolt három hónapig. Fonda visszaemlékezései alapján Erika csendes, visszafogott, mosolygós, de visszahúzódó volt, aki igazán semmivel nem hívta fel magára a figyelmet, hang nélkül beilleszkedett a többiek közé. A közgazdász véleménye szerint Erika visszafogottságában közrejátszhatott a kisebbségi komplexus: rajta kívül ugyanis többek között egy gépgyorsíró, egy recepciós és Fonda személyében egy revizor is táncolt közöttük, ezek pedig mind magasabb beosztásnak számítottak, mint a szakácstanulói státusz.
Az anyai nagybátyja, Bondi Endre (karmester, zeneszerző, író, konferanszié) által szervezett irodalom klubok eseményein Erika is részt vett. Földi Tamás beszámolója alapján “az akkor már tizenöt éves lány meglepő érettséggel csatlakozott szó-párbajainkhoz. Véleménye volt a Petőfi Körben zajló vitákról, lángoló szemmel reménykedett valamiféle demokratikus megújulásban.”

### 1956-ban
Édesanyja kommunista nézetei ellenére Erika egy idősebb barátja hatására az antikommunizmus iránt kezdett el érdeklődni. Az 1981-es Berlingske Tiende című lapban jelent meg "A hős Erika halott" című újságcikkben az Erikával ugyanazon szakácsiskolába járó Árki József mesélte el, hogy Erikát ugyanezen idősebb barátja vitte a felkelők közé. Erika néhány diáktársát is elhívta a felkelő csoportba, akik megtanították géppisztollyal bánni.
1956. november 1. környékén készíthette róla a híres képet egy dán fotóriporter, Vagn Hansen. A képen az akkor 15 éves Erika mosolyogva állt modellt pufajkában, gumicsizmában és egy orosz géppisztollyal a kezében.
November 1 után a barátok, akik tudtak az orosz egységek Magyarországra való betöréséről, aggódtak Erika biztonságáért és meggyőzték, hogy még túl fiatal a harchoz. Erika beleegyezett, hogy letegye a fegyvert és november 4-e után önkéntes ápolónővérként csatlakozott a Vöröskereszthez.

#### Halála
1956. november 8-án Ivanits György volt szomszéd elmesélése alapján "megjelent Erika egy fiúval és a dobtáras géppisztollyal. Emlékszem, hogy ott táraztak, pakolták bele a lőszert. Mesélte, hogy ő vöröskeresztes és a sérülteket, a forradalmárok között megsebesülteket menti. A fiú pedig, a barátja, forradalmár. Mondta, hogy mennek tovább, csak egy kicsit megpihennek. Édesanyja ordítva sírt és könyörgött neki, hogy ne menjen el, mert mintha tudta, érezte volna, hogy meg fogják ölni".
A Blaha Lujza tér környékén egy utcai felkelő csapat tagjaként egy megsebesült társához rohant segítséget nyújtani, amikor egy szovjet géppisztolyból halálos lövés érte. Ivanits György szerint „majdnem egy egész tár lőszer volt benne. Keresztbe sorozták, és még a vöröskeresztes ruha is rajta volt".
November 8-a után Szeles Erika édesanyja Budapest-szerte kereste a lányát: kórházakban, halottas házakban és olyan embereknél, akik tudhatták, mi történt. Árki Józsefet is zokogva kérte, mondja el, mit tud gyermekéről. A férfi csak pár nappal később tudta rávenni magát, hogy elmondja az édesanyának Erika halálhírét.
Erikát 1956. november 14-én temették el a Fiumei úti sírkertben. Teljes nevét az “1956-os forradalom és szabadságharc hősi halottai és ártatlan áldozatai, akiket ebben a sírkertben temettek el” feliratú márványtáblán lehet megtalálni. A sír a temető 21-es parcella 1. sorának 24. sírja. A síron a következő felirat áll: “Felejthetetlen egyetlen drága kicsi lányom Erikám, 1941. I. 6. – 1956. XI. 7.”
Földes Tamás emlékei szerint a leány édesanyja a forradalom után néhány évvel beleőrült a férje és lánya elvesztése miatt érzett fájdalomba. Ivanits György azonban a következőkre emlékszik: "Az édesanya ott élt tovább egyedül. Gyakran lejött anyámhoz beszélgetni, de csak panaszkodni tudott, nagyon fájt neki az élet. A társbérlőkkel nem jött ki jól, a végén meg már beteges is volt nagyon. Azt hiszem, valamilyen hitközségi öregek otthonába került és ott halt meg". Az édesanyát férjezett nevén, Szeles Sándorné Blumenfeld Noémiként temették el közös sírba a szüleivel a Kozma utcai izraelita temetőben, a sírkövön pedig a következő felirat olvasható: "Kicsinyke domb, de nekünk egy világ, a boldogságunk van alatta…Drága szívét, ki csak ismerte, siratja és áldva áldja".

## Erika fényképének története
A fényképet egy dán fotós, Vagn Hansen készítette, akinek az akkor 15 éves Erika mosolyogva állt modellt pufajkában, gumicsizmában, egy orosz géppisztollyal a kezében. Fényképe címlapfotóként járta be az októberi forradalom idején a nyugati országokat, s valóságos szimbólummá nőtte ki magát: a bátorság és a remény szimbólumává. "Véletlenül sikerült egy olyan képet csinálnom, amely bejárta a világot és a forradalom jelképévé vált. Megláttam egy komoly tekintetű, szép lányt [...] zubbonyban, orosz géppisztollyal a vállán, akit rávettem, hogy néhány képet készíthessek róla" – így emlékezett vissza Vagn Hansen. A fényképész és Erika elbeszélgettek, de a keresztnevén kívül semmit nem lehetett tudni róla.
Hansenen kívül több külföldi fotós is készített képet a kislányról valószínűleg ugyanazon a napon, mint Hansen, Erika ugyanis ugyanazt a ruhát viseli azokon a fényképeken is.

## Kutatás Erika után

### Henning Schultz és Vagn Hansen
Henning Schultz Koppenhágában élő nyugdíjas földrajztudóst 1956-ban, 15 éves diákként barátaival együtt lelkesítette a magyar forradalom. A lelkesedést csak fokozták a legtekintélyesebb dán képes hetilap, a Billed Bladet remek fényképei, amelyeket Vagn Hansen készített Magyarországon október utolsó napjaiban. Őrá és diáktársaira nagy hatást tett a lap 1956. november 13-i címlapképe Erikáról. Egyike volt azoknak a fiatal dán kamaszoknak, akik fényképe alapján rajongtak Erikáért. A fényképen látható komoly pillantású, hullámos hajú ifjú hölgy felgyújtotta a fiatalok romantikus képzeletét, mivel szerintük egészen más volt, mint a dán lányok. "Mindannyian megszerettük őt, azt gondoltuk, nagyon erős, bátor és csinos" – emlékezett vissza Schultz. Tinédzserként elrejtette a Billed Bladet három számát, s felnőttként talált rá Erika fényképére egy láda mélyén az általános iskolai tankönyvei között. Az újság képaláírásán szerepelt az Erika név, de többet nem lehetett tudni a vattakabátos, bátor lányról. Sokszor eljátszott a gondolattal, hogy egyszer eljön Magyarországra, és megkeresi az oly vonzó címlapkép modelljét. 2006-ban, a forradalom 50. évfordulójának közeledtével határozta el, hogy felkutatja Erikát, s odaadja neki a régi újságokat. Schultz eleinte az internetes fórumok segítségével próbálta keresni a lányt, de nem hozott sikert, így Magyarországra utazott további információkat felkutatni. 2006 novemberében kutatóként kereste fel a Magyar Nemzeti Múzeum Történeti Fényképtárát. A múzeumi fényképtár olyan információval nem szolgált számára, amely a lány felkutatásában segíthetett, azonban az újságot két másik korabeli számmal egyetemben, a fényképtárnak adományozta. Rengeteg időt fektetett a keresésébe, több magyar lapot is megkért, hogy tegyék közzé Erika képét, hátha valaki ráismer. Magyar forrásból semmit nem tudott meg, jóllehet kérésére a fotót közzé tette a Magyar Nemzet (2006. november 25-i számban) és a Miniszterelnökség 1956-tal foglalkozó honlapja is, de eredmény nélkül.
A Magyar Nemzeti Múzeum gyűjteménygyarapítás céljából szeretett volna párat megvásárolni Vagn Hansen 1956-ban, a forradalom napjaiban Budapesten készített fotói közül. Vagn Hansen dán fotóriporter felvételei az 1956-os forradalomról Schultz úr, aki ekkor már kapcsolatban állt az idős fotóssal, megígérte közbenjárását. Dániába hazatérve Henning Schultz felkereste Vagn Hansent, aki késznek mutatkozott arra, hogy 10–12 fényképet eladjon a Magyar Nemzeti Múzeumnak. Ám amikor a magyar viszonylatban sem túl magas vételár szóba került, kiderült, hogy az összeget a múzeum gyűjteménygyarapítási keretéből nem tudja fedezni. Többszörös elektronikus levélváltás után úgy tűnt, hogy az ügy zátonyra fut. Ekkor – már a 2007-es év őszén – Schultz úr akcióba lépett érdekükben. A múzeum vásárlási szándékát tartalmazó levél birtokában pályázatot nyújtott be több alapítványhoz. 2008 tavaszán az Axel Pitzner Fonden és a Velux Fonden adományozott akkora összeget, amiből az adásvétel létrejöhetett. Vagn Hansen ragaszkodott ahhoz, hogy a múzeumba kerülő képeket saját maga válassza ki, majd az eredeti negatívokról az egyik legkiválóbb koppenhágai fotólaboratóriumban, az ő jelenlétében készüljenek nagyítások. A 12 db 30x40 cm-es szignált papírképet 2008-ban Henning Schultz adta át a múzeumnak ünnepélyesen.
Ezt követően Henning Schultz rábukkant egy újságcikkre az egyik vezető dán lap, a Berlingske Tidende 1981. november 14-i számában "A hős Erika halott" címmel, amelyben egy Dániában élő 56-os menekült, Árki József szolgáltatott hitelesnek tűnő adatokat. Ezek szerint Erika vele együtt tanult szakácsnak és egy 3-4 évvel idősebb barátja révén került a forradalmárok közé. Henning Schultz mindezt írásban is összefoglalta a múzeum számára.

### Hírszerző és egy általános iskolai osztálytárs
A Hírszerző.hu internetes véleményformáló portál 2008-ban kezdett el foglalkozni a titokzatos kislány és családja történetével. A Hírszerző cikkének és a Magyar Nemzeti Múzeum Vagn Hansen 1956-os képeit bemutató tárlatának köszönhetően egyre többen jelentkeztek a múltból, így egyre kerekebbé vált Erika története.
A Hírszerző cikkét olvasva és a fotót látva egy volt általános iskolai osztálytárs ráismert a kislányra, s beazonosította: Szeles Erikának hívták, s 1956 novemberében halt hősi halált a Blaha Lujza tér környékén.
A Magyar Nemzeti Múzeum Vagn Hansen 1956-os képeit bemutató tárlatának köszönhetően jutott Hansen úr tudomására, hol nyugszik a kislány, a Hírszerző pedig ennek nyomán felkereste a Kerepesi temetőt, és felkutatta sírt.

### Almerigo Fonda
A kiállítás hatására jelentkezett Dr. Almerigo Fonda közgazdász, aki Erikával egy néptánc csoportban táncolt három hónapig egy fényképpel is megajándékozta a múzeumot, amelyen Szeles Erika is beazonosítható. A fotón szereplő lányok sorsa közül nemcsak az övé volt tragikus, egyikük például egy rosszul sikerült abortusz miatt halt meg 1956-ban.

### Földes Tamás
A Hírszerző cikkét elolvasta egy 1983. október 23-án az Egyesült Államokba emigrált magyar újságíró, Földes Tamás, aki 1956-ban 3-4 évvel idősebb volt Erikánál, így nem voltak közeli kapcsolatban, csak néhány szót váltottak egymással. Földes emlékei szerint Erika és ő is látogatták a kislány anyai nagybátyjának, Bodi Endrének irodalmi klubját. “Csak ’56 nyarán, az utcán találkozva beszélgettünk először valamelyest hosszabban. Hogy halála mégis megrázott, annak oka az 1956-os lelkesedésem, majd az azt követő sokk – nemkülönben a Bondi Bandi iránti szeretetem”. Földes több helyen is megjelentette korábban a kislánnyal kapcsolatos emlékeit feldolgozó cikkét “Volt egyszer egy kislány” címmel. A cikk, melyben a szerző csak homályosan emlékszik az általa Juditnak nevezett, ugyancsak Hansen fényképe alapján azonosított lányra, pontos adatokat nem közöl, de megjelent az Amerikai Magyar Hírlapban, az izraeli Új Keletben, legutóbb pedig, 2004-ben itthon is olvashattuk a Remény című folyóiratban. A cikk önmagában nem alkalmas Erika személyazonosságának megállapítására, az abban olvasható leírás azonban néhány ponton megegyezik a kislány egykori ismerőseitől származó információkkal.

### Ivanits-testvérek
A Hírszerzőhöz 2009-ben juttatott el levelet az Ivanits-testvérpár, akik 1956-ban egy házban laktak Erikával a Bezerédi utca 11. szám alatt, Erika utolsó lakhelyén. Az akkor hatéves Ivanits György épp Erikáéknál volt, mielőtt a kislány elindult az utcára, ahol a halálos lövések érték.

### Aracs János
Aracs János egykorú volt a kislánnyal, és nagyon tetszett neki, de azt mondja, csak laza kapcsolatban álltak. „Okosabb és fejlettebb volt nálam, felnéztem rá. Tetszett a cserfessége, a haja, a talpraesettsége.” A forradalom idején a Royal Szállóban találkoztak: „Bejött géppisztollyal a konyhába, és megrettentem tőle. Nem tudtam felnőni az ő korához, érettségéhez” – emlékezik vissza a történtekre Aracs János, aki gyerekfejjel nem értette, hogy engedhette meg édesanyja Erikának, hogy fegyverrel járjon.

### Szekeres Pál
Erikához hasonlóan a Béke Szállóban dolgozott Szekeres Pál, és ismerte is a kislányt. Ő azt mondja, a szakácstanulóból lett forradalmár nem volt bánatos, örökké mosolygott, és mindig mindenkinek tudott segíteni – a nyugati világsajtót bejárt fotóról azonban már egy másik arc néz vissza ránk, volt kollégája szerint Erikát a forradalom tette ilyenné.